# فاحشه (فیلم ۲۰۰۹)
فاحشه (نروژی: Hora) فیلمی در ژانر کمدی ترسناک است که در سال ۲۰۰۹ منتشر شد.